# Schloss Neuweilnau
Das Schloss Neuweilnau ist ein Schloss im Taunus, das sich heute auf dem Gebiet der Gemeinde Weilrod, oberhalb von Neuweilnau befindet.

## Geschichte

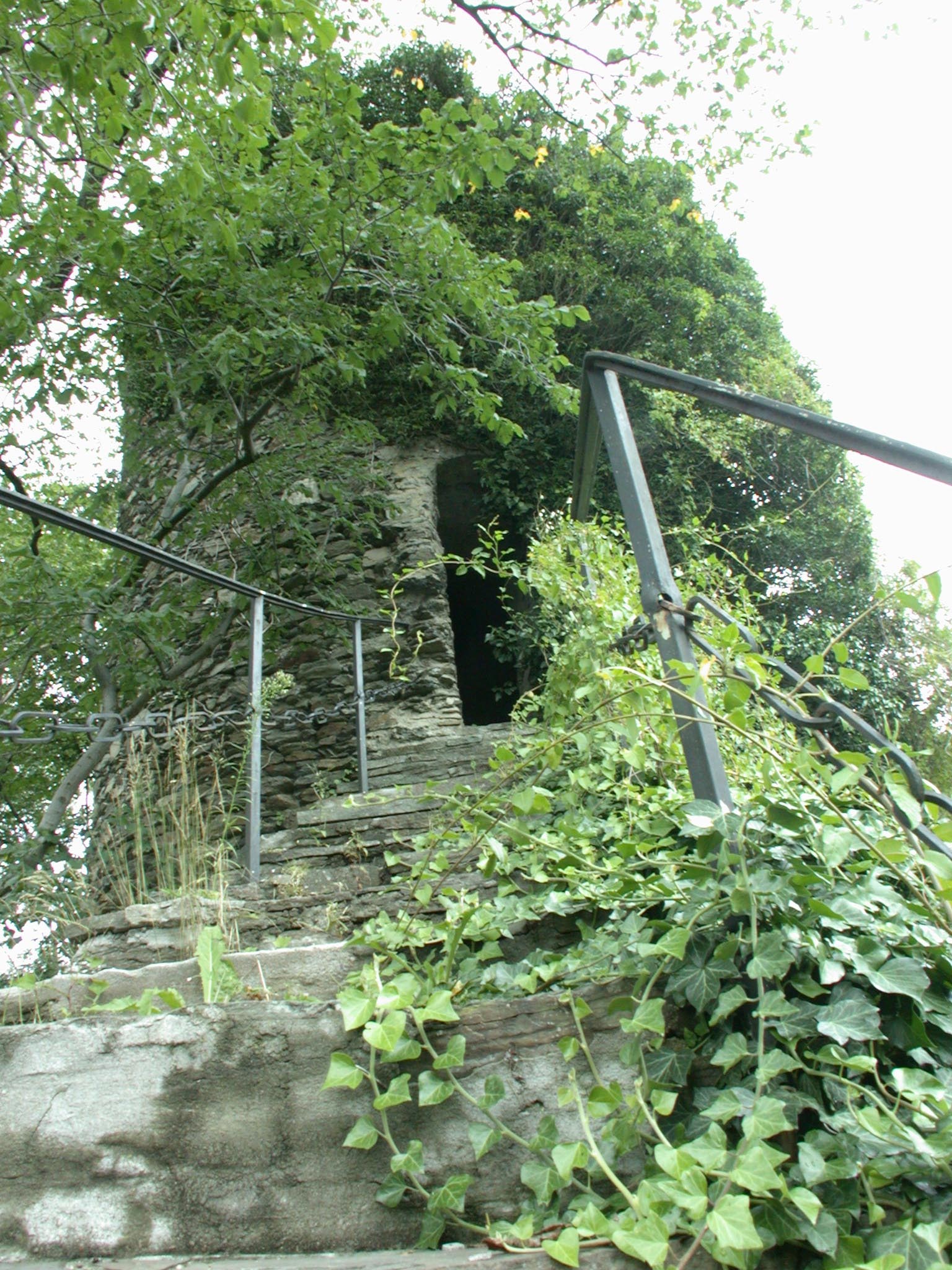
Ein Turmstumpf ist einer der wenigen heute noch erhaltenen Überbleibsel der älteren Burganlage.

Das Schloss geht auf eine im Jahre 1302 errichtete Burg zurück. Damals spaltete sich die seit etwa 1200 bestehende Weilnauer Linie der Grafen von Diez auch territorial von der übrigen Familie ab. Bis dahin hatten beide Familienzweige sich den Besitz der strategisch bedeutsamen Burg Altweilnau über dem Weiltal geteilt. In einem Vertrag vom 22. Juni 1302 beschlossen beide Linien, dass Altweilnau bei der Diezer Seite bleiben und diese für die Weilnauer Linie eine neue Burg bauen sollte. Als Standort wurde der Rödelnberg auf der gegenüberliegenden Talseite gewählt. Zu der eigentlichen Burganlage, die unter anderem über einen Wassergraben und einen Bergfried verfügte, gesellten sich bald mehrere Häuser, unter anderem von Burgmannen, aus denen sich der Ort Neuweilnau entwickelte.
Heinrich von Weilnau nutzte die Burg nur wenige Jahre, die vom allgemeinen wirtschaftlichen Niedergang des Diezer Grafenhauses geprägt waren. 1326 verlegten die Weilnauer ihren Sitz nach Birstein im Vogelsberg. Im gleichen Jahr erwarb zunächst Siegfried von Runkel, Vogt des Stift St. Severus in Gemünden im Westerwald und Schwager Heinrichs von Weilnau, die Burg als Pfand, das er aber noch im gleichen Jahr an das in der Region expandierende Haus Nassau in Gestalt von Gerlach I. von Nassau verkaufte.
In den folgenden Jahren entfaltete sich ein Wettstreit zwischen dem nassauischen Ort Neuweilnau und dem auf der anderen Talseite liegenden Altweilnau. In Neuweilnau entwickelte sich eine kleine Tuchindustrie mit Walkmühlen und Färbereien. 1336 wurden nach nur wenigen Tagen die an Altweilnau verliehenen Stadtrechte auf Betreiben Gerlachs von Nassau wieder aufgehoben. In einem Vertrag von 1405 erwarben die Nassauer die Burg und den Ort endgültig als Besitz und nicht mehr nur als Pfand.

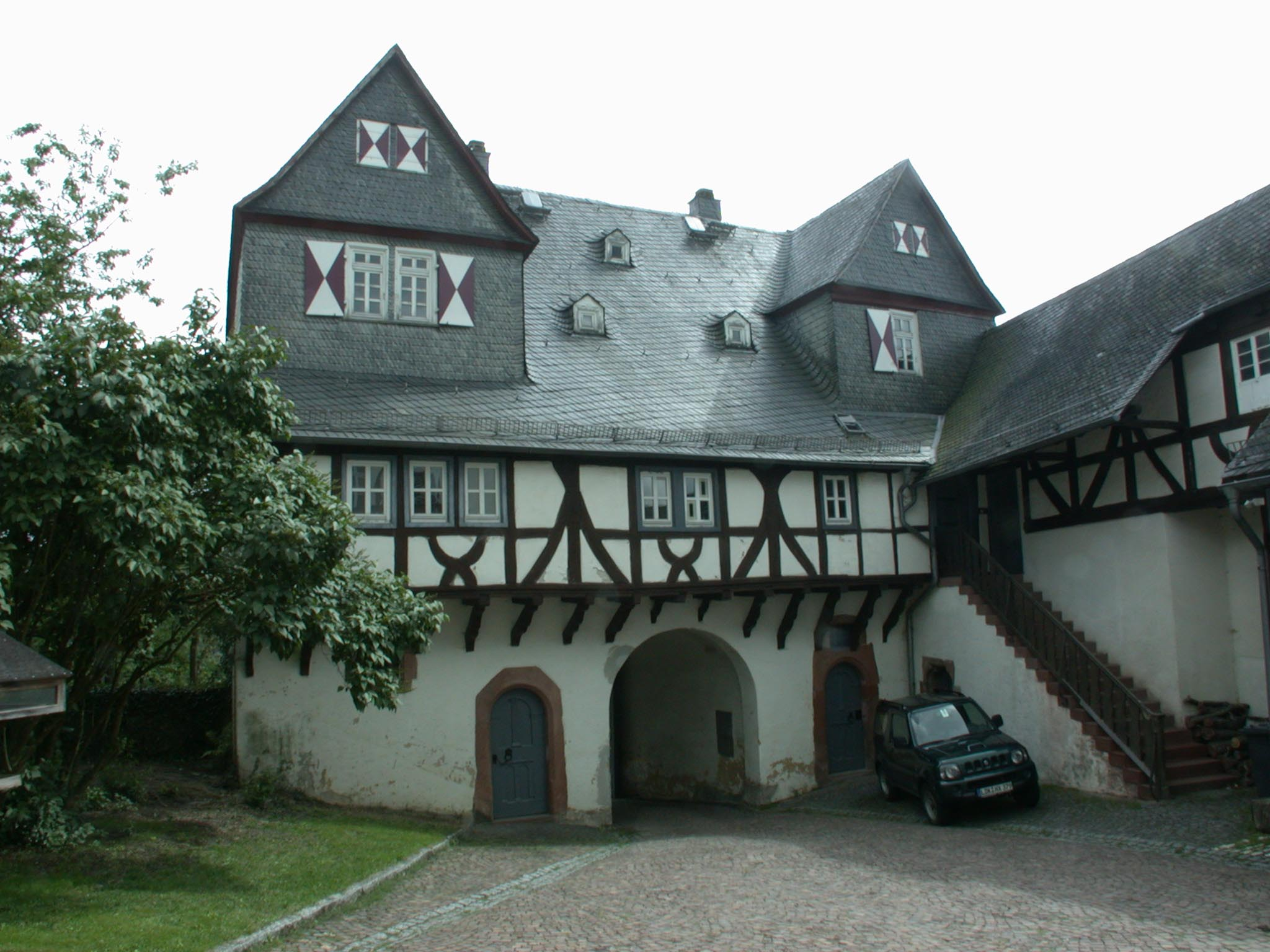
Das Torhaus wurde 1566 als letzte größere Erweiterung des Schlosses fertiggestellt.

In der Zeit von 1498 bis etwa 1520 wurde die mittelalterliche Burg weitgehend umgebaut und den Erfordernissen einer frühneuzeitlichen Residenz sowie denen eines Verwaltungszentrums für das zugehörige Amt angepasst. Heute noch vorhandene Hölzer des Dachstuhls wurden allerdings im Winter 1439/40 geschlagen. Dies deutet auf einen früheren Beginn dieser umbauphase hin. Ab 1520 diente die Anlage als Hauptresidenz der Grafen von Nassau-Weilburg, da das Weilburger Schloss in einem schlechten Bauzustand war. Unter Philipp von Nassau-Weilburg fanden bis 1566 weitere Bauarbeiten statt. Dazu gehörte unter anderem die Errichtung des Torhauses, die Verlängerung des Haupthauses um gut 16 Meter nach Westen erweitert und der Bau des Treppenturms. In dieser Zeit bekam das Schloss sein heutiges Aussehen.
Als 1574 Graf Philipp seine Residenz nach Saarbrücken verlegte, setzte der Niedergang des Schlosses und des Ortes ein. Im Dreißigjährigen Krieg wurde Neuweilnau weitgehend entvölkert. Nach dem Kriegsende war Magdalena von Nassau-Weilburg (1580–1658) die letzte adlige Bewohnerin des Schlosses. Mit der Entstehung des Fürstentums Nassau-Usingen 1688 wurde das Amt Neuweilnau aufgelöst. Es folgten aber noch einmal größere Bauarbeiten. Hölzer des Dachstuhls wurden in den Jahren 1701 und 1705 geschlagen, 1709 wurde der Bergfried abgerissen. Anschließend verfiel die Anlage, die sich wohl noch im Rohbauzustand befand, weitgehend, wobei die Grundmauern jedoch in einem guten Zustand blieben.

## Forstamt
Von 1816 an nutzte das Forstamt des neuen Herzogtums Nassau das relativ gut erhaltene Torhaus als Dienstsitz. Herzog Wilhelm erklärte das Schloss zum Sitz einer Herzoglich-Nassauischen Oberförsterei. Sie war für den Wald in Neuweilnau, Altweilnau, Riedelbach und Finsternthal zuständig.
1823 wurde der Verantwortungsbereich der Oberförsterei um die Gemarkungen Oberlauken, Niederlauken und Rod an der Weil erweitert. 1852 kamen noch Gemünden, Laubach, Hunoldstal, Brombach, Treisberg, Dorfweil, Merzhausen, Hausen und Wilhelmsdorf hinzu. Diese Aufteilung bleibt auch nach der Angliederung an Preußen 1866 erhalten. 1883 erfolgte die Instandsetzung des Haupthauses. Dorthin wurden die Wohnräume verlegt. Das Torhaus diente von da an als Amtsstube der Oberförsterei.
1972 wurde das Forstamt Neuweilnau für die Wälder aller Ortsteile von Weilrod verantwortlich. Das Forstamt Rod an der Weil wurde aufgelöst. Die Verantwortung für die Wälder der Gemeinde Schmitten im Taunus fiel an das Forstamt Königstein. 1974 wurde das Forstamt in "Forstamt Weilrod" umbenannt und erhielt auch die Verantwortung für die Wälder der Gemeinde Grävenwiesbach. Nun umfasst die verwaltete Fläche 6700 ha Wald.
1997 wird der Forstamtsbezirk erneut vergrößert. Nun kommen die Schmittener Wälder hinzu. Mit der Forstreform 2005 wächst die Waldfläche auf 19.000 ha Wald. Neu hinzu kommen die Wälder von Usingen, Neu-Anspach, Rosbach vor der Höhe, Friedberg, Butzbach, Wehrheim und Ober-Mörlen.

## Heutige Nutzung
Bis heute befindet sich das Forstamt Weilrod in den Räumen des Schlosses. Von der ursprünglichen Burg aus dem 14. Jahrhundert sind nur noch wenige Mauer- und Fundamentreste sowie ein Abschnitt des Wassergrabens erhalten. 2003 wurde das Schloss umfassend renoviert. Das Gebäude dient nun auch als Außenstelle des Standesamtes. Der Gewölbekeller ist als Veranstaltungsraum nutzbar.